# Proceraea caerulea
Proceraea caerulea är en ringmaskart som beskrevs av Webster 1879. Proceraea caerulea ingår i släktet Proceraea och familjen Syllidae. Inga underarter finns listade i Catalogue of Life.